# Скачка идей
Ска́чка иде́й (лат. fuga ideārum) — расстройство мышления по темпу в виде чрезвычайного ускорения. Ускорение достигает степени, когда одна незаконченная мысль сменяется другой, при этом мысли «перескакивают» одна с другой. Часто больным употребляются каламбуры и рифмы. Речь человека со скачкой идей представлена в виде быстрых цепочек ассоциаций, непрочных из-за повышенной отвлекаемости и возникающих непоследовательно. Ассоциации создаются большей частью по смежности и по звучному сходству. Обычно в речи всё же присутствует содержательный смысл, в отличие от бессвязности мышления: если эту речь записать на диктофон и воспроизвести в медленном темпе, то можно определить её смысл. В самых тяжёлых случаях темп мышления настолько убыстряется, что речь приобретает характер дезорганизованности и инкогерентности.

## История
Впервые термин «скачка идей» был использован в работе невролога и психиатра Г. Липманна «О скачке идей: определение и психологический анализ» (1904).
Вариации определения понятия «скачки идей» разными исследователями:
| Год  | Исследователь     | Скорость мышления | Связь между идеями          | Синдром/расстройство         |
| ---- | ----------------- | ----------------- | --------------------------- | ---------------------------- |
| 1923 | Блейлер, Крепелин | —                 | Ускоренные нормальные связи | Маниакальный синдром         |
| 1972 | Бек               | Ускоренная        | Разорванность               | Шизофрения                   |
| 1974 | Фиш               | —                 | Слабая связь                | —                            |
| 1979 | Андреасен         | Ускоренная        | Слабая связь                | Неспецифическое              |
| 1995 | Андреасен         | Ускоренная        | —                           | —                            |
| 1997 | Маллен            | Ускоренная        | Слабая связь                | Преимущественно маниакальный |

## Расстройства со скачкой идей
Скачка идей входит в Международную классификацию болезней 11-го пересмотра (МКБ-11) под кодом MB25.1, где находится в категории «симптомы и признаки расстройства мышления». Симптом характерен для тяжёлых маниакальных состояний при биполярном аффективном расстройстве, реже шизофрении с маниакальным синдромом. Также может встречаться при смешанной депрессии.